# Chlorophorus patricius
Chlorophorus patricius là một loài bọ cánh cứng trong họ Cerambycidae.